# Redefine
Redefine (también conocido como Re.De.Fine) es el tercer álbum de la banda de Chicago Soil. El álbum fue lanzado el 23 de marzo de 2004 a través de J Records. Este fue el último álbum de la banda con el vocalista Ryan McCombs antes de salir del suelo, en octubre de ese año. Redefine también marcó última versión del Suelo a través de J Records después de que la banda se abandonó debido a las ventas decepcionantes.
El álbum alcanzó el puesto # 78 en el Billboard 200 chart y contó con un sencillo y video de "Redefine" que trazó más alto que cualquier sencillo anterior. La canción "Pride" fue incluida también en el videojuego Madden NFL 2004. Según el folleto del álbum, la canción "Remember" fue dedicado a la memoria de Dave Williams.

## Listado de canciones
Todas las canciones escritas y compuestas por Soil. 
| N.º | Título            | Duración |  |
| 1.  | «Pride»           | 2:44     |  |
| 2.  | «Redefine»        | 3:37     |  |
| 3.  | «Can You Heal Me» | 3:31     |  |
| 4.  | «Cross My Heart»  | 3:15     |  |
| 5.  | «Suffering»       | 3:16     |  |
| 6.  | «Remember»        | 3:38     |  |
| 7.  | «Deny Me»         | 3:32     |  |
| 8.  | «Something Real»  | 3:07     |  |
| 9.  | «Say You Will»    | 3:02     |  |
| 10. | «Love Hate Game»  | 3:19     |  |
| 11. | «Obsession»       | 4:58     |  |

## Personal
- Ryan McCombs - coros
- Adam Zadel - Guitarra, coros
- Shaun Glass - guitarra
- Tim King - bass
- Tom Schofield - tambores

## Posiciones
| Año  | Listas            | Posición |
| ---- | ----------------- | -------- |
| 2004 | The Billboard 200 |          |

### Sencillos
| Año  | Sencillo   | Listas                 | Posición |
| ---- | ---------- | ---------------------- | -------- |
| 2004 | «Redefine» | Mainstream Rock Tracks | 11       |

- Datos: Q3931514